# Charly (Vorname)
Charly ist ein männlicher, seltener weiblicher Vorname, abgeleitet von Karl.

## Namensträger
- Charly Antolini (* 1937), Schweizer Jazz-Schlagzeuger
- Charly Blecha (* 1933), österreichischer Politiker (SPÖ), siehe Karl Blecha
- Charly Brunner (* 1955), eigentlich Karl Brunner, österreichischer Schlagersänger
- Charly Doll (* 1954), deutscher Laufsportler, Koch und Buchautor
- Charly Dörfel (* 1939), eigentlich Gert Dörfel, deutscher Fußballspieler
- Charly García (* 1951), eigentlich Carlos Alberto García Moreno, argentinischer Rockmusiker
- Charly Gaul (1932–2005), Luxemburger Radrennfahrer
- Charly Graf (* 1951), eigentlich Charles Graf, deutscher Profiboxer
- Charly Hilpert (* 1960), deutscher Journalist, Hörfunk- und Fernsehmoderator
- Charly Hübner (* 1972), deutscher Schauspieler, Regisseur sowie Sprecher von Hörspielen und Hörbüchern
- Charly In-Albon (* 1957), Schweizer Fußballspieler
- Charly Kahr (1932–2024), eigentlich Karl Kahr, österreichischer Skiläufer und -trainer
- Charly Körbel (* 1954), eigentlich Karl-Heinz Körbel, deutscher Fußballspieler und -trainer
- Charly Lehnert (1938–2025), deutscher Verleger, Schriftsteller, Redakteur, Grafikdesigner, Moderator und Musiker
- Charly Lownoise (* 1968), eigentlich Ramon Roelofs, niederländischer DJ und Musikproduzent
- Charly Marks (1949–2023), eigentlich Karl Heinz Lehmann, deutscher Gitarrist und Popsänger
- Charly Maucher (1947–2019), deutscher Rockmusiker und Komponist
- Charly May (1928–1993), deutscher Fußballspieler, siehe Karl Mai (Fußballspieler)
- Charly Mottet (* 1962), eigentlich Charlie Mottet, französischer Radrennfahrer
- Charly Neumann (1931–2008), eigentlich Karl-Heinz Neumann, deutscher Gastronom und Fußball-Mannschaftsbetreuer
- Charly Niessen (1923–1990), österreichischer Komponist und Liedtexter
- Charly Rabanser (* 1954), österreichischer Schauspieler, Regisseur und Kulturschaffender
- Charly Steeb (* 1967), deutscher Tennisspieler, siehe Carl-Uwe Steeb
- Charly Steinberger (1937–2019), österreichischer Kameramann
- Charly Terstappen (* 1953), deutscher Schlagzeuger und Musikproduzent
- Charly Wagner (1941–2020), deutscher Radio-Journalist und Moderator
- Charly Wehrle (* 1949), deutscher Hüttenwirt, Bergsteiger und Buchautor
- Charly Weiss (1939–2009), eigentlich Hans Günther Weiss, deutscher Musiker und Schauspieler
- Charly Weller (1951–2024), deutscher Filmregisseur